# Distance de Bhattacharyya
Pour les articles homonymes, voir Bhattacharya.
En statistiques, la distance de Bhattacharyya est une mesure de la similarité de deux distributions de probabilités discrètes. Elle est reliée au coefficient de Bhattacharyya, qui est une mesure statistique du recouvrement de deux ensembles d'échantillons. Cette mesure est la plus utilisée pour la mise en correspondance entre deux observations basées sur l'histogramme de couleur. Cette mesure est régulièrement utilisée dans des problèmes de classification, en particulier dans le domaine de la vision par ordinateur.
Le nom de la distance et du coefficient proviennent du statisticien indien A. Bhattacharya (en), qui travaillait dans les années 1930 à l'Institut indien de statistiques. Le coefficient peut être utilisé pour déterminer la proximité relative des deux ensembles considérés. Il est utilisé pour mesurer la séparabilité de classes en classification automatique.

## Définition
Pour deux distributions de probabilité discrète p et q définies sur le même espace de probabilité, la distance de Bhattacharyya est calculée par :
{\displaystyle D_{B}(p,q)=-\ln \left(BC(p,q)\right)}
où :
{\displaystyle BC(p,q)=\sum _{x\in X}{\sqrt {p(x)q(x)}}}
est le coefficient de Bhattacharyya.
Pour des distributions de probabilité continues, le coefficient est défini par :
{\displaystyle BC(p,q)=\int {\sqrt {p(x)q(x)}}\,dx}
Dans les deux cas, {\displaystyle 0\leq BC\leq 1} et {\displaystyle 0\leq D_{B}\leq \infty }. La distance de Bhattacharyya n'obéit pas à l'inégalité triangulaire, au contraire de la distance de Hellinger, définie à partir de la distance de Bhattacharyya par {\displaystyle {\sqrt {1-BC}}}.
Pour des distributions gaussiennes multivariées {\displaystyle p_{i}=N(m_{i},P_{i})},
{\displaystyle D_{B}={1 \over 8}(m_{1}-m_{2})^{T}P^{-1}(m_{1}-m_{2})+{1 \over 2}\ln \,\left({\det P \over {\sqrt {\det P_{1}\,\det P_{2}}}}\right)},
où {\displaystyle m_{i}} et {\displaystyle P_{i}} sont les moyennes et les covariances des distributions, et {\displaystyle P={P_{1}+P_{2} \over 2}}.
Cette écriture montre que dans le cas gaussien, le premier terme de la distance de Bhattacharyya est relié à la distance de Mahalanobis.